# Paolo Stoppa
Pour les articles homonymes, voir Stoppa.
Paolo Stoppa est un acteur italien, né le 6 juin 1906 à Rome, où il est mort le 1er mai 1988.

## Filmographie partielle
- 1936 : Il re Burlone d'Enrico Guazzoni
- 1938 : La dama bianca de Mario Mattoli
- 1939 : Un mare di guai de Carlo Ludovico Bragaglia
- 1939 : Une aventure de Salvator Rosa (Un'avventura di Salvator Rosa) d'Alessandro Blasetti
- 1940 : Una famiglia impossibile de Carlo Ludovico Bragaglia
- 1941 : L'Enfant du meurtre (Giuliano de' Medici) de Ladislas Vajda
- 1942 : Le Roman d'un jeune homme pauvre (Romanzo di un giovane povero) de Guido Brignone
- 1942 : La regina di Navarra de Carmine Gallone
- 1943 : Apparition de Jean de Limur
- 1943 : Sant'Elena, piccola isola d’Umberto Scarpelli et Renato Simoni
- 1943 : Ti conosco, mascherina!, d'Eduardo De Filippo
- 1947 : Fumerie d'opium (La Fumeria d'oppio) de Raffaello Matarazzo
- 1948 : Che tempi! de Giorgio Bianchi
- 1949 : Le Fils de d'Artagnan (Il Figlio di d'Artagnan) de Riccardo Freda
- 1950 : La Beauté du diable de René Clair
- 1950 : Fra Diavolo (Donne i briganti) de Mario Soldati
- 1951 : Miracle à Milan (Miracolo a Milano) de Vittorio De Sica
- 1951 : Le Petit Monde de don Camillo de Julien Duvivier : Marchetti
- 1952 : Le Retour de don Camillo de Julien Duvivier
- 1952 : Heureuse Époque (Altri tempi - Zibaldone n. 1) d'Alessandro Blasetti
- 1952 : Les Sept Péchés capitaux, segment L'Avarice et la colère de Eduardo De Filippo
- 1952 : Violence charnelle (Art. 519 codice penale) de Leonardo Cortese
- 1952 : Les Belles de nuit de René Clair
- 1952 : Une femme pour une nuit de Mario Camerini
- 1953 : Les Héros du dimanche (Gli eroi della domenica) de Mario Camerini
- 1953 : Puccini de Carmine Gallone
- 1953 : Les Coupables de Luigi Zampa
- 1953 : L'Ennemi public no 1 de Henri Verneuil
- 1953 : Station Terminus (Stazione Termini) de Vittorio De Sica
- 1953 : La Maison du silence (La voce del silenzio) de Georg Wilhelm Pabst
- 1953 : Il n'est jamais trop tard (Non è mai troppo tardi) de Filippo Walter Ratti
- 1954 : L'Or de Naples (L'Oro di Napoli) de Vittorio De Sica
- 1954 : Le Comte de Monte-Cristo de Robert Vernay
- 1954 : Au soir de la vie (Prima di sera) de Piero Tellini
- 1954 : La Maison du souvenir (Casa Ricordi) de Carmine Gallone : Giovanni Ricordi
- 1955 : La Belle de Rome (La bella di Roma) de Luigi Comencini
- 1955 : Par-dessus les moulins (La Bella mugnaia) de Mario Camerini
- 1955 : La Chasse aux maris (Ragazze d'oggi), de Luigi Zampa
- 1955 : La Grande Bagarre de don Camillo de Carmine Gallone : Marchetti
- 1956 : Una pelliccia di visone de Glauco Pellegrini
- 1957 : L'Impossible Isabelle (La Nonna Sabella) de Dino Risi
- 1957 : Les Jeudis miraculeux (Los jueves, milagro) de Luis García Berlanga
- 1960 : Ça s'est passé à Rome (La giornata balorda), de Mauro Bolognini
- 1960 : Rocco et ses frères (Rocco e i suoi fratelli)  de Luchino Visconti
- 1961 : La Menace de Gérard Oury
- 1961 : Vanina Vanini, de Roberto Rossellini
- 1963 : Le Guépard (Il Gattopardo) de Luchino Visconti
- 1964 : Et vint le jour de la vengeance (Behold a Pale Horse) de Fred Zinnemann
- 1968 : C'est mon mari et je le tue quand bon me semble (Il marito è mio e l'ammazzo quando mi pare) de Pasquale Festa Campanile
- 1968 : Il était une fois dans l'Ouest (C'era una volta il West) de Sergio Leone : Sam, le cocher
- 1968 : L'Amour à cheval (La Matriarca) de Pasquale Festa Campanile
- 1974 : Les bidasses s'en vont en guerre de Claude Zidi
- 1978 : Le Pot de vin (La Mazzetta) de Sergio Corbucci
- 1981 : Le Marquis s'amuse (Il Marchese del Grillo) de Mario Monicelli
- 1982 : Mes chers amis 2 (Amici miei atto II) de Mario Monicelli
- 1982 : Testa o croce (Testa o croce) de Nanni Loy : Nonno